# ジョアン・ベルドゥ
ジョアン・ベルドゥ・フェルナンデス（Joan Verdú Fernández, 1983年5月5日 - ）は、スペイン・カタルーニャ州バルセロナ出身の元サッカー選手。現役時代のポジションはMF。

## 経歴
バルセロナのカンテラ出身の選手。順調に上位チーム昇格を果たし、バルセロナBで2004年から2006年の2シーズンを過ごした。2005年にはトップチームで1試合のみプレーするも、2006年にデポルティーボへ放出された。ここでブレイクを果たすと、契約が終了した2009年6月5日、地元でバルセロナのライバルであるRCDエスパニョールに移籍した。
2015年8月28日にACFフィオレンティーナと契約したことを同クラブ公式サイトが発表した。
2016年2月にフィオレンティーナとの契約を解除し、フリーでレバンテに加入した。
スペイン代表は未招集だが、カタルーニャ代表では中心選手のひとりであった。